# 윈도우 비스타 입출력 기술
마이크로소프트의 윈도우 운영 체제인 윈도우 비스타는 새로운 입출력 기능을 많이 포함하고 있다. 이 기능들은 시스템의 시동에 걸리는 시간을 줄이고 시스템의 응답과 자료 기억의 신뢰성을 개선한다.

## 입출력 하부 시스템
비스타는 비동기 입출력 동작을 수정한다. 입출력 요청을 수행하는 것과 다른, 새로워진 비동기 입출력 API, 스레드는 동작이 끝날 때 통보된다. 이와 더불어 하나의 스레드는 모든 입출력 요청을 수행할 수 있으며, 그 다음에 다른 작업 스레드로 전환한다. 입출력 요청이 끝난 뒤에 이 스레드가 데이터를 관리할 경우, 스레드 전환은 쓰지 않는다. 윈도우 비스타는 또한 동기 입출력 취소를 도입하였다. 동기 입출력을 요청하는 동안에 응용 프로그램은 요청이 서비스되거나 실패할 때까지 실행되지 않는다. 윈도우 비스타에서 이러한 응용 프로그램은 취소 요청을 수행할 수 있다.
윈도우 비스타는 입출력 우선 순위 제어를 위한 입출력 스케줄링을 도입하였다. 윈도우 비스타의 디스크 입출력 요청은 우선 순위를 할당 받는다. 우선 순위가 높은 요청은 요청이 실행되는 동안에 낮은 순위보다 우선하여 제어된다. 윈도우 비스타는 다섯 가지 우선 순위가 있다. (매우 낮음, 낮음, 일반, 높음, 중요) 기본적으로 입출력 요청은 "일반" 우선 순위로 할당 받는다. 윈도우 비스타는 또한 디스크에 접근하는 동안에 응용 프로그램마다 대역을 할당할 수 있다. 이로써 디스크에 접근할 때 응용 프로그램에 요구되는 스루풋 속도를 보증한다. 이러한 기능들 둘 다 미디어 재생의 경우 윈도우 미디어 플레이어에서 사용된다.
윈도우 비스타 이전에는, 모든 입출력 요청은 64 킬로바이트로 제한되었다. 커다란 기능을 사용하려면 덩어리로 나눠서 수행해야 했다. 윈도우 비스타에서는, 입출력 요청의 크기에 대한 제한이 없다. 요청을 많이 하지 않아도 완전한 입출력 기능을 수행할 수 있기 때문에 속도가 더 빨라졌다. 윈도우 탐색기와 명령 프롬프트의 Copy 명령어는 1 메가바이트의 요청을 할당 받도록 수정할 수 있다.

## 레디부스트
레디부스트(ReadyBoost)는 윈도우 비스타의 기능으로, 윈도우 비스타가 설치된 컴퓨터에 하이브리드 드라이브나 다른 플래시 메모리 캐시(인텔 터보 메모리와 같은)가 장착되어 있는 경우, 속도를 더 빠르게 만들고, 최대 절전 모드에서 빠져나오는 시간이 줄어들며, 배터리 전력을 절약할 수 있다. 하이브리드 하드 드라이브는 보통의 하드 드라이브에 비휘발성 플래시 메모리가 포함된 새로운 종류의 하드 디스크이다. 이 드라이브는 ATA-8 표준으로 지정될 것으로 내다보고 있다.
그러나 eWeek에 따르면, 이 기술은 하이브리드 드라이브의 드라이버 제약 때문에 완전하게 이용하지는 못할 것이라고 한다. 마이크로소프트가 하이브리드 드라이브의 드라이버를 더 이상 만들지 않고 드라이버 제작을 장치 제조업체에게 맡긴다는 보고가 있다. 그러나 마이크로소프트는 하이브리드 시스템에 특화된 드라이버를 제공하지 않는다는 말을 부인하였다. 마이크로소프트의 문서에는 데이터의 복사가 언제나 하드 디스크 위에서 관리되므로 플래시 캐시에 문제가 있다고 하여도 데이터 손실에는 문제가 없다는 글을 찾을 수 있다.

## 슈퍼페치
슈퍼페치(SuperFetch)는 보통 쓰이는 파일과 프로그램을 메모리에 미리 읽어들임으로써 이러한 파일과 프로그램의 속도를 빠르게 만들어 주는 기술이다. 윈도우 XP의 프리페처 기능을 기반으로 하고 있다.
윈도우 레지스트리 편집기(regedit.exe)를 이용하면 슈퍼페치를 켜고 끌 수 있다. 이를테면, HKEY_LOCAL_MACHINE\SYSTEM\CurrentControlSet\Control\Session Manager\MemoryManagement\PrefetchParameters의 EnableSuperfetch에서 마우스 오른쪽 단추를 누른 다음, 아래와 같은 값 중 하나를 선택할 수 있다.
0 - 슈퍼페치를 아예 사용하지 않는다.
1 - 프로그램이 실행될 때 프리페치를 사용한다.
2 - 시동 프리페치를 사용한다.
3 - 모든 방식의 프리페치를 사용한다.
슈퍼페치를 꺼 놓은 상태에서, 특정 프로그램에만 프리페치를 적용하려면 프로그램 바로가기 아이콘의 변수 뒤에다 /prefetch:1를 추가해 놓으면 된다.

## 오프라인 파일
네트워크에 공유된 파일을 캐시로 저장하는 오프라인 파일 기능이 윈도우 비스타에서 개선되었다. 이전 윈도우 버전과 같이, 오프라인 파일은 오프라인 접근으로 표시된 공유 파일을 캐시에 저장하고, 원격 파일에 대한 네트워크 연결이 되지 않는 경우 캐시에 저장된 복사본을 사용한다. 이전 버전과 달리, 연결이 다시 복구될 때에는, 캐시 파일이 동기화될 때까지 기다리지 않고 캐시 복사본으로 열려 있는 모든 파일이 원격 버전으로 다시 연결된다. 온라인에서 오프라인으로의 변화는 파일을 사용하는 클라이언트에는 투명하게 적용된다. 이 로컬 복사본은 자동으로 원격 복사본과 동기화되며, 파일의 복사본의 변경 사항을 반영한다.

## 참조
1. ↑  “Vista: Enable/Disable Superfetch”. 2008년 4월 4일에 원본 문서에서 보존된 문서. 2008년 5월 19일에 확인함. 다음 글자 무시됨: ‘ Technipages ’ (도움말)

## 같이 보기
- 비트로커 드라이브 암호화
- ACID